# 布扎克
布扎克，是匈牙利绍莫吉州所辖的一个村。总面积59.68平方公里，总人口1403，人口密度23.5人/平方公里（2011年1月1日）。